# 欧亚人文研究
《欧亚人文研究》（Eвразийские гуманитарные исследования）是北京外国语大学俄语学院出版发行的一份学术期刊，为季刊。

## 简介
原为《俄语学习》，主要侧重于俄语教学，创刊于1959年，为双月刊。
《欧亚人文研究》创刊于2017年，2019年10月开始发行。每1、4、7、10月出版。国内统一刊号为CN10—1610/G1。以丝绸之路经济带沿线的欧亚国别区域研究为主要方向。